# Anoushiravan Mohseni

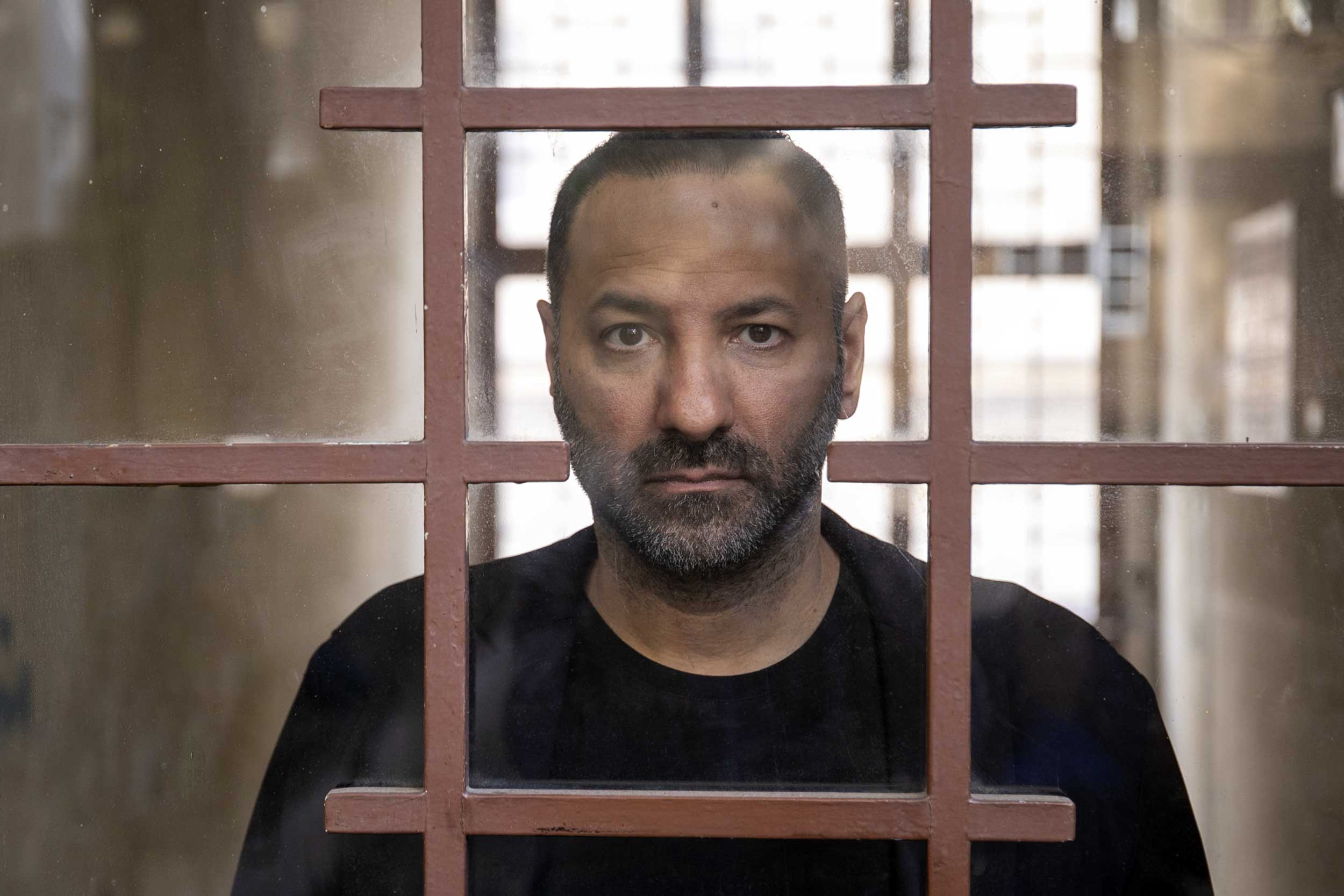
Anoushivaran Mohseni, 2022

Anoushiravan Mohseni (persisch انوشیروان محسنی; * 2. November 1976 in Teheran) ist ein iranisch-österreichischer Schauspieler, Musiker und Kampfsportler.

## Leben

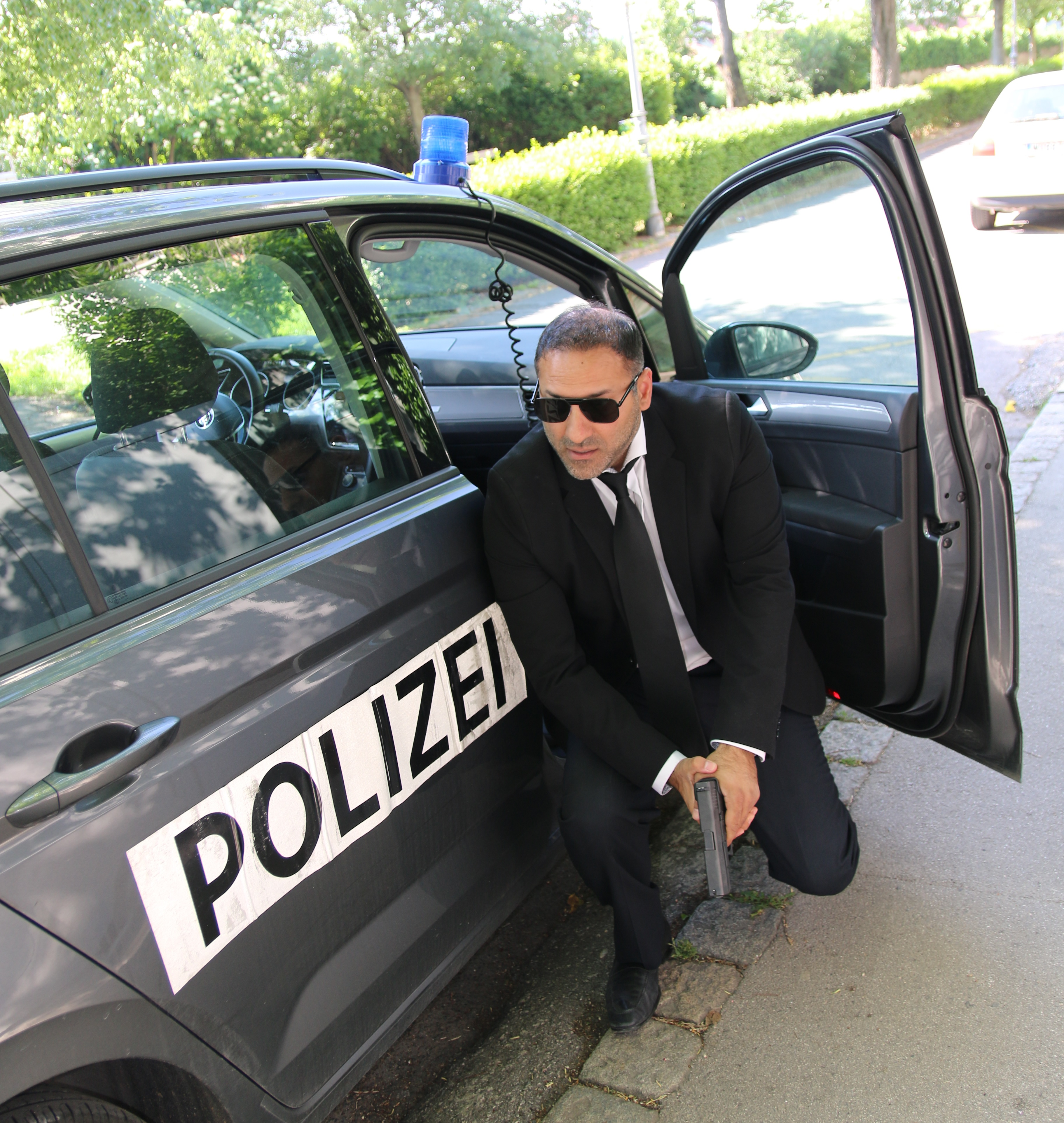
Polizei-Serie mit Anoush Mohseni

Anoushiravan „Anoush“ Mohseni kam 1985 gemeinsam mit seiner Mutter und seinem Bruder während des Ersten Golfkriegs von Teheran nach Wien. Er stammt aus einer Musiker- und Militärfamilie. In Wien besuchte er zunächst die Hauptschule Schopenhauerstraße. Anschließend legte er seine HTL-Matura für Hochbau ab.

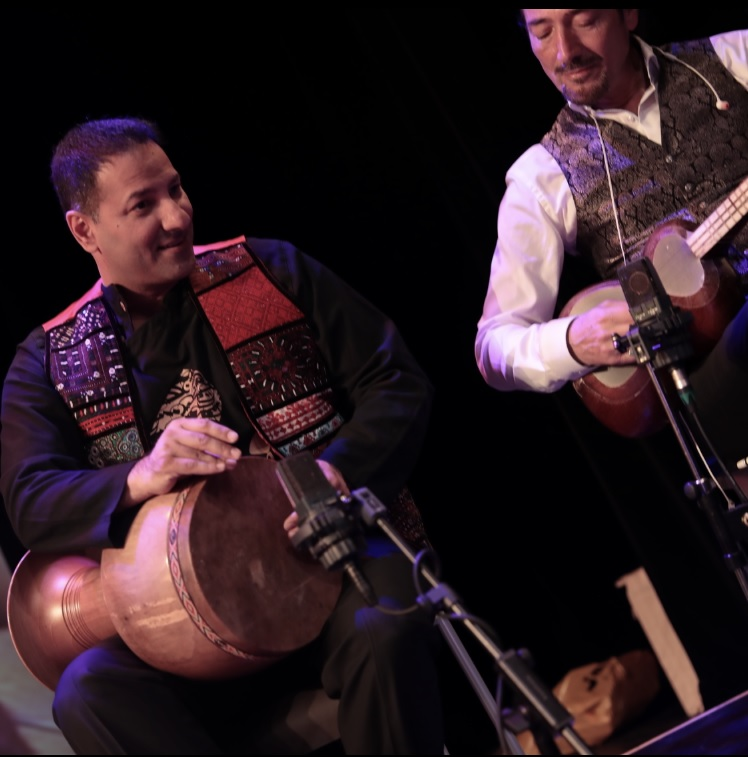
Anoushiravan Mohseni (Tombak) und Nariman Hodjati (Tar)

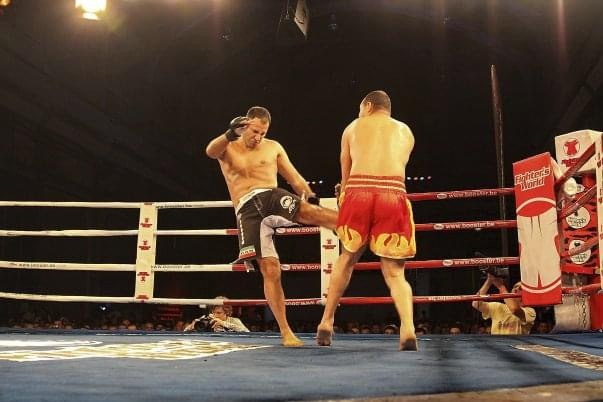
Anoushiravan Mohseni – MuayThai

Mohseni lernte seit seinem achten Lebensjahr die persischen Trommeln Tombak und Daf bei seinem Vater Jahangir Mohseni und bei dem Großmeister Jahangir Malek. Seit seinem 13. Lebensjahr trat er mit der Tombak zunächst im Familien- und Freundeskreis und später in internationalen Konzertsälen auf.
Seit seinem 13. Lebensjahr trainierte Mohseni Kampfsportarten, zunächst Wrestling, später Kickboxen, Thaiboxen und Martial Arts. Er wurde am 11. März 2000 Europameister – 75 kg in K-1 und im Jahr darauf am 22. September 2001 auch Weltmeister durch KO im Thaiboxen.
Seine Karriere als Kampfsportler und Trainer beendete er 2012, seine Tätigkeit als Bodyguard gab er 2017 auf.
Nach der Ausbildung war Mohseni außerdem im Baugewerbe als Bauunternehmer in Wien tätig, seit 2013 jedoch arbeitet er vor allem als Schauspieler.
Als Integrationsbotschafter der 2011 gegründeten Initiative „Zusammen:Österreich“ setzt sich Mohseni seit 2018 für eine verbesserte Integration von Schülern mit Migrationshintergrund ein.

## Schauspielerei
In Iran spielt Mohseni als Schauspieler vor allem in Action- und Kriegsfilmen. Sein Filmdebüt in Österreich gab Mohseni 2013 in dem Film Shirin – Die Ehre meiner Schwester, den er selbst produzierte. Der Kurzfilm zeichnet den Rachefeldzug eines iranischen Studenten nach, der den Selbstmord seiner Schwester nach einer Vergewaltigung büßen möchte. Ein Jahr später spielte er in dem Film „Der letzte Tanz“ des iranischen Filmemachers Houchang Allahyari, der den Großen Diagonale-Filmpreis als bester österreichischer Spielfilm 2014 gewann. 2015 übernahm er in dem österreichischen Kurzfilm Merkenstein unter der Regie von Florian Bayer die Hauptrolle. 2018 wurde er für seine Rolle in dem iranischen Film „Esniff“ im Rahmen des FICTS Festivals (Federation Internationale Cinema Television Sportifs) in Mailand für eine Auszeichnung nominiert. Als Schauspieler wurde Mohseni 2020/21 durch seine Rolle als „Abdullah“ neben Harald Krassnitzer in dem österreichischen Spielfilm Taktik in der Regie von Hans-Günther Bücking und Marion Mitterhammer-Bücking bekannt. Der Polizeifilm geht auf ein reales Ereignis zurück, als 1996 eine Gruppe um Adolf Schandl im Grazer Hochsicherheitsgefängnis drei Geiseln nahm.

## Filme
- 2013: Shirin: Die Ehre meiner Schwester
- 2014: Der letzte Tanz
- 2015: Merkenstein
- 2016: Mis'TIC
- 2017: The Dancing Stars
- 2018: Rhino Horn
- 2018: Esniff
- 2021: Talk to Me
- 2022: Taktik
- 2023: HADES – Eine (fast) wahre Geschichte aus der Unterwelt

## Auszeichnungen
- 2014 Diagonale Filmpreis in der Kategorie „Bester österreichischer Spielfilm“ für „Der letzte Tanz“ Regie: Houchang Allahyari[14]
- 2017 Auszeichnung als „Best Jury Award Winner“ beim Austrian Film Festival für „MIS’TIC“
- 2018 Auszeichnung als „Bester Kampfsport Darsteller“ beim FICTS Festival Teheran in der Kategorie „Boxing“ für „Esniff“
- 2018 Nominierung in der Kategorie „Boxing“ beim „Milano Intl. FICTS Festival“ für „Esniff“[15]